# Stavba avstrijskega Parlamenta
Stavba avstrijskega parlamenta (nemško: Parlamentsgebäude, pogovorno das Parlament) je na Dunaju (Avstrija). V njem zasedata dva domova. Je na bulvarju Ringstrasse v prvem okrožju Innere Stadt v bližini Hofburga in sodne palače. Zgrajena je bila kot hiša dveh domov cesarskega zbora (Reichsrat), dvodomni zakonodajalec v Cislajtaniji oziroma avstro-ogrske monarhije. Danes je stavba sedež dveh domov - državnega sveta (Nationalrat) in zveznega sveta (Bundesrat) - avstrijskega zakonodajalca.
Temeljni kamen je bil položen leta 1874. Stavba je bila dokončana leta 1883. Arhitekt, odgovoren za njen neogrški slog, je bil Theophil Hansen. Celostno je zasnoval stavbo, vsak element, ki je usklajen z drugimi, poskrbel je tudi za notranjo opremo, kot so kipi, slike, pohištvo, lestenci in številni drugi elementi. Hansena je po dokončanem delu cesar Franc Jožef počastil z naslovom Freiherr (baron). Po težkih poškodbah in uničenju v drugi svetovni vojni je bila večina notranjosti obnovljena v prvotnem sijaju.
Poslopje parlamenta zajema več kot 13.500 kvadratnih metrov, zaradi česar je med največjimi objekti na Ringstrasse. V njem je več kot sto sob, od katerih so najpomembnejše dvorane državnega sveta, zveznega sveta in nekdanjega cesarskega predstavniškega doma (Abgeordnetenhaus). Stavba ima tudi dvorane za seje odborov, knjižnice, lobije, jedilnice, bare in gimnazijo. Najprivlačnejši del stavbe in Dunaja je vodnjak Pallas Athene pred glavnim vhodom, ki ga je Hansen zgradil med letoma 1898 in 1902.
Parlament je prizorišče pomembnih državnih slovesnosti, predvsem slovesnosti ob prisegi predsednika Avstrije in državnem govoru ob dnevu državnosti vsako leto 26. oktobra. Stavba je tesno povezana z dvema parlamentarnima telesoma, kot je razvidno iz uporabe izraza Hohes Haus kot metonim za "parlament". Parlamentarne pisarne so se razširile po bližnjih stavbah, kot je Palais Epstein.

## Zgodovina
Ustava, znana kot Februarski patent, je bila razglašena leta 1861. Ustanovila je cesarski državni svet kot avstrijskega zakonodajalca. Zanj je bila konstruirana tudi nova stavba. Prvotni načrt je predvidel gradnjo dveh ločenih stavb, eno za gosposko zbornico (Herrenhaus) in eno za predstavniški dom (Abgeordnetenhaus). Vendar pa je po avstro-ogrskem kompromisu (Ausgleich), ki je leta 1867 dejansko ustvaril dvojno monarhijo, kraljestvo Madžarske je prejelo svojo posebno zakonodajno telo, ponovno proučil Parlamentum Publicum in ovrgel prvotni načrt za dve stavbi.
Predhodnica sedanje stavbe je bil začasen predstavniški dom, ki je bil na Währinger Straße, ulica na novo določena kot bulvar Ringstrasse. Postavljena je bila v šestih tednih v marcu in aprilu 1861 po načrtu, ki ga je zasnoval Ferdinand Fellner, slavni avstrijski gledališki arhitekt. S svojo postavitvijo z rampo in območjem predverja je bila Abgeordnetenhaus model za poznejšo stavbo parlamenta. Končan je bil 25. aprila 1861. To začasno strukturo je odprl cesar Franc Jožef I.. Kmalu zatem so jo zasmehovali kot Schmerlingtheater po ministru Antonu von Schmerlingu. Poslanci Cislajtanije so jo uporabljali do dograditve današnjega parlamenta leta 1883, medtem ko je bila gosposka zbornica v Palais Niederösterreich v sklopu sedeža dežele Spodnje Avstrije.

### Konstrukcija
Nova stavba naj bi stala na starih mestnih utrdbah in obzidju. V svojem znamenitem odloku Es ist Mein Wille iz leta 1857 je cesar Franz Jožef I. določil načrte za Ringstrasse za zamenjavo starega mestnega obzidja. Parlament naj bi bil na vidnem mestu na bulvarju v bližini Hofburga in dunajske mestne hiše (Rathaus)..
Imenovana je bila cesarska komisija, da bi razmislila o zasnovi za stavbo parlamenta. Vplivni industrialec in politik Nikolaus Dumba je komisiji predlagal, da bi moral biti njen slog klasičen in predlog podkrepil z argumentom, da je klasična grška arhitektura primerna za parlament zaradi povezave starih Grkov in ideala demokracije. Po proučitvi različnih natečajnih predlogov se je ta komisija odločila za načrt, ki ga izdelal Theophil Hansen. Zgledoval se je po osnutku za stavbo Zapion v Atenah. Leta 1869 je K.K. Ministrstvo za notranje zadeve  Hansenu naročilo oblikovanje nove stavbe avstrijskega parlamenta.
Tla so bila razkopana junija 1874, temeljni kamen ima vgraviran datum 2. september 1874. Istočasno se je začelo delo tudi na bližnjem Kunsthistorisches Museum in Naturhistorisches Museum na Maria-Theresien-Platz, mestni hiši in univerzi. V novembru 1883 so bila dela končana in uradi predstavniškega doma so bili dani v uporabo.
4. decembra 1883 je imel predstavniški dom svojo prvo sejo pod predsedovanjem Franza Smolka, 16. decembra 1884 pa gosposka zbornica pod predsedovanjem grofa Trauttmansdorffa. Oba domova sta še naprej uradovala v stavbi do konca Avstro-Ogrske leta 1918.
Uradno ime je bilo Reichsratsgebäude (Stavba državnega sveta) in ulice za stavbo Reichsratsstraße,  kar še vedno opozarja na prejšnje ime. Beseda "parlament" je  bila  v uporabi od začetka.

### Zgodovina zgradbe
Stavba je doživela burna leta v poznih letih upadanja večetnične avstrijske monarhije, ki se je raztezala od Dalmacije do Bukovine, kot je bil predstavniški dom izjemno razdeljen z napetostmi med liberalci in konservativci, nemškimi nacionalisti in mladimi češkimi poslanci ter tudi med vlado in parlamentom. Znani so bili kot filibusters po parlamentarnih pretepih in nediscipliniranih poslancih, ki so metali črnilnike drug v drugega. Šala na dunajskih ulicah je bila, da je bila Atena tako zgrožena zaradi notranjih političnih bojev, da je namerno obrnila hrbet stavbi. Kljub vsemu je bila stavba prva oblika parlamentarnega sistema za mnoge ljudi v srednji Evropi. Nekateri nekdanji poslanci so nadaljevali svoje politične kariere po razpadu cesarstva in postali pomembni politiki v svojih domovinah.
Reichsratsgebäude je še naprej delovala do leta 1918, ko so stavbo zasedli demonstranti med razpadom avstro-ogrske monarhije. Od 21. oktobra 1918 so preostali nemško govoreči poslanci sklicali "začasni državni zbor", najprej v Palais Niederösterreich, od 12. novembra dalje v stavbi parlamenta. Na ta dan so predsedniki skupščine uradno razglasili Republiko Nemško Avstrijo s ploščadi pred stavbo. Ob izglasovanju Avstrijske ustavne skupščine leta 1919 in ustanovitvi Prve avstrijske republike se je sama zgradba preimenovala v Parlament z novim republiškim državnim svetom (Nationalrat) in zveznim svetom (Bundesrat) kot zamenjavo za star predstavniški dom (Abgeordnetenhaus) in gosposko zbornico (Herrenhaus).
Parlament je bil ohromljen, ko je 4. marca 1933 kancler Engelbert Dollfuss parlamentu odvzel pravico opravljanja njegove funkcije ("z uporabo, kot je to sam imenoval, samoodklopa od parlamenta (Selbstausschaltung des Parlaments), kar je prvi korak k uvajanju avstrofašistične diktature. Po "majski ustavi" iz leta 1934 je stavba postala sedež Bundestaga, formalnega zakonodajalca Zvezne države Avstrije. Na koncu je izgubila svojo vlogo z avstrijskim anšluzom k nacistični Nemčiji leta 1938. Nacisti so jo uporabljali kot upravni sedež dunajskega Reichsgaua. Med drugo svetovno vojno je bila polovica stavbe zelo poškodovana zaradi zavezniškega bombardiranja in dunajske ofenzive. Deli notranjosti, nekdanja gosposka zbornica in dvorana stebrov so bili popolnoma uničeni.
V stari zbornici Abgeordnetenhaus je nov kancler Karl Renner 27. aprila 1945 prijavil preporod neodvisne Avstrije, podprt s sovjetskimi vojaki. Max Fellerer in Eugen Wörle sta bila najeta kot arhitekta za prenovo in ponovno prenovo nekdanje gosposke zbornice za državni svet in sejno dvorano državnega sveta za obnovo v sodobnem in funkcionalnem slogu. Dela v prostorih državnega sveta so bila končana leta 1956. Prvotni videz drugih javno dostopnih prostorov, kot so dvorana stebrov in zunanji videz stavbe, so bili v  glavnem obnovljeni po zasnovi Hansena.

## Zunanjost
Baron von Hansena je za oblikovanje Reichsratsgebäude uporabil neogrški slog, ki je bil v neoklasicizmu v 19. stoletju zelo priljubljen. Hansen je delal v tistem času v Atenah, kjer ga je zaposlil grško-avstrijski magnat Nikolaus Dumba, ki je bil v odboru za gradnjo nove parlamentarne stavbe.
Hansena je navdihnila zasnova stavbe Zapion v Atenah. Prvotni načrti za ločeni stavbi za predstavniški dom in gosposko zbornico so iz praktičnih in finančnih razlogov odpadli in odločili so se, da bo ena nova stavba za oba domova. Von Hansenov koncept je izražal strukturo državnega sveta (Reichsrat), kot je bilo določeno s tako imenovanim Februarskim patentom leta 1861, ki je določil ustavno strukturo imperija. Oba domova sta povezana z veliko hipostilno dvorano, ki je bila osrednja struktura. Dvorana naj bi bila stičišče med meščani in gospodo, ki izraža strukturo družbe v tistem času.
Trikotno čelo se od monarhije ni spremenilo in je okrašeno s simboli in alegorijami 17 provinc (Kronländer) stare avstro-ogrske monarhije. Rampa je visoka približno štiri metre. Stebri so v korintskem slogu. Na obeh koncih strehe so kvadrige. Poslopje je obkroženo z majhnimi površinami trate, ki so bile preoblikovane v parkirna mesta. Stavba je visoka do štiri nadstropja.

### Streha
Ustrezno konjskemu krotilcu na rampi na Ringstrasse, osem kvadrig iz brona krasi oba konca strehe. Kvadriga je simbol zmage, ki jih vodi boginja zmage Nike. Atika obeh zbornic je bogata s simboliko, s 76 marmornimi kipi in 66 [[relief (umetnost)|reliefi sestavlja dekorativni ansambel. Obstaja 44 alegoričnih kipov, ki predstavljajo človeške lastnosti in veje človeške dejavnosti, medtem ko 32 kipov predstavlja znane osebnosti iz antike. Reliefi so kot alegorije dobri in ustrezajo področjem javnega življenja, na katero so vplivale znane osebnosti. Krona dežel, pomembna mesta in reke imperija so upodobljeni v 50 manjših reliefih. Streha ima najbolj starogrško obliko, okrašena s starodavnimi kapiteli v grškem slogu in palmetami, izdelanimi iz bakrene pločevine.

### Material
Osebna cesarjeva želja je bila, da za gradnjo stavb na Ringstrasse uporabijo avstrijski marmor. Tako je bil uporabljen marmor iz vasi Laas iz Tirolske in se velikodušno uporabljal na cesarski palači Hofburg in Reichsratsgebäude. Za arhitekta barona von Hansena je bil bel, čvrst kamen kot nalašč, saj bi lahko gradniki za fasado in kipi bili videti kot tisti v antični Grčiji. V desetletjih in s povečano onesnaženostjo zraka se je pokazalo, da je marmor izredno odporen, močnejši od njegovega znamenitega sorodnika iz Carrare.

### Dela iz brona
Štirje bronasti kipi krotilca konja so na obeh spodnjih koncih klančine (Auffahrtsrampe). So močan simbol zatiranja strasti, pomemben pogoj za uspešno parlamentarno sodelovanje. Zasnoval in izdelal jih je J. Lax, ulili pa so jih v Kaiserlich Königliche Kunst-Erzgießerei leta 1897 in 1900. Dodatna bronasta dela sta kvadrigi na vrhu strehe, vsak voz vlečejo štirje konji, ki jih vodi boginja Nike. Na bronastih kipih so bila potrebna obsežna ohranitvena in restavratorska dela leta 1990, ker sta jih poškodovala kisli dež in onesnaženost zraka. Nadaljnja oksidacija bo razjedla bron v naslednjih desetletjih in povzročila luknje v njih. Zaradi ohranitve je bil vsak kip v celoti odlit iz mavca, medtem ko je doživel obnovo.

### Vodnjak Pallas Athene
Atenin vodnjak (Pallas-Athene-Brunnen) pred parlamentom so med letoma 1893 in 1902 izdelali Carl Kundmann, Josef Tautenhayn in Hugo Haerdtl, temelji na načrtih barona von Hansena. V sredini sta vodni bazen in bogato okrašena baza. Štiri figure ležijo ob vznožju Atene in so alegorične upodobitve štirih najpomembnejših rek v Avstro-Ogrski: na sprednji strani Donava in Inn, na zadnji Laba in Vltava. Ob straneh majhni kupidi jahajo delfine. Kipe Donave, Inna in kupide je naredil Haerdtl, kipe Labe in Vltave pa Kundmann. Ženski kipi naj bi predstavljali zakonodajne in izvršilne pristojnosti države in jih je naredil Tautenhayn. Spet prevladuje boginja modrosti, Atena, ki stoji na stebru. Atena je oblečena v oklep s pozlačeno čelado, njena levica nosi sulico, kot jo nosi Nike.

### Okolica
Parlament je obdan z zelenjem. Na severni strani je park Rathausplatz, na južni strani pa majhen travnik zraven Sodne palače (Justizpalast). Spomeniki ustanoviteljev prve republike in tudi do dr. Karl Renner so na obeh koncih.

## Notranjost

### Vhod
Srednja os od vzhoda do zahoda je razdeljena na predprostor,  vetrolov, atrij, peristil in dve veliki sobi na skrajnem koncu. Za notranjo dekoracijo je von Hansen uporabljal grške arhitekturne elemente, kot so dorski, jonski in korintski stebri in v dveh sobah pompejski slog štukaturne tehnike za stene.
Glavni vhod kot portik je natančna kopija vrat Erehtejona na Akropoli v Atenah, ki so opremljena z bronastim portalom. Od glavnega vhoda z Ringstrasse ena pasaža prehaja v preddverje stavbe, ki vsebuje jonske stebre. Stene so okrašene z marmorjem Pavonazzo. Niše vsebujejo kipe grških bogov. Gledano od vhoda, če začnemo z leve, so Apolon, Atena, Zevs, Hera in Hefajst in z desne Hermes, Demetra, Pozejdon, Artemida in Ares.
Nad nišami z bogovi je friz, dolg več kot 100 m, ki ga je naredil dunajski umetnik Alois Hans Schram, in teče vzdolž hodnika in se nadaljuje v atrij. To je alegorična upodobitev blagoslova miru, državljanske vrline in domoljubje.
Nad vhodom, ki vodi k veliki dvorani stebrov (Säulenhalle), je friz z alegorično upodobitvijo Avstrije na njenem prestolu. Napisan je moto Gut und Blut furs Vaterland ("imetje in kri za svojo domovino"), bojevniki so zaprisegli zvestobo in ženske prinašajo darove.

### Dvorana stebrov
Dvorana stebrov (Säulenhalle) ali peristil je za vhodom v atrij. Dvorana je dolga približno 40 m in 23 m široka. 24 korintskih stebrov je izdelanih iz adnetskega marmorja, vsi so monoliti, vsak tehta približno 16 ton. Stebri nosijo osvetljen glavni strop v sredini in kasetiran stranski del stropa. Tla so iz poliranega marmorja, položeni na beton. Pod njim je sistem za talno ogrevanje in kroženje zraka za dvorano.
Na prečni osi na koncu dvorane sta dvorana nekdanjega predstavniškega doma (na levi) in dvorana nekdanje gosposke zbornice (na desni). Von Hansenova ideja je, da je Dvorana stebrov glavni, osrednji del stavbe. Zasnovana je bila, da deluje kot stična točka med obema domovoma parlamenta. Hansen je tudi želel, da imajo dvorano, v kateri bi vladar začel delo parlamenta in govoril s prestola, podobno kot je v britanski tradiciji. Vendar pa te slovesnosti nikoli niso bile v stavbi, saj je cesar Franc Jožef osebno preziral parlamentarno telo. Nastopi s prestola pred parlamentarci so bili v Hofburgu.
Arhitekt von Hansen je posebno pozornost namenil oblikovanju in gradnji te dvorane. Marmorna tla so polirana v zapletenem procesu. Kapiteli stebrov so pozlačeni s 23-karatnim (96 %) zlatom. Friz okoli zidu je 126 m dolg in 2,3 m visok. Zasnoval in naslikal ga je Eduard Lebiedzki. Monumentalna umetnina je za pripravo in oblikovanje potrebovala desetletja in štiri leta, od 1907 do 1911, za slikanje. Friz kaže alegorije na dolžnosti parlamenta na zlatem ozadju.
Dvorana je bila močno poškodovana med letalskim bombardiranjem britanske in ameriške vojske med drugo svetovno vojno. 7. februarja 1945 je bila dvorana neposredno zadeta. Vsaj dva stebra in strešno okno so bili popolnoma uničeni. Pozlačen kasetiran strop, pod katerimi je tekel friz na stenah, je bil skoraj popolnoma uničen. Nekaj preživelih delov friza so odstranili in shranili. Šele leta 1990 so bili preživeli deli obnovljeni.
Zaradi svoje predstavniške narave Dvorano stebrov uporabljajo ob praznikih, pa tudi za tradicionalne parlamentarne sprejeme predsednika državnega sveta in zveznega sveta.
Na zadnji strani Dvorane stebrov je sprejemnica (Empfangssalon) predsednika državnega sveta. Soba je opremljena s pompejanskimi stenskimi dekoracijami v štukaturi in velikim steklenim strešnim oknom. Na stenah so portreti predsednikov državnega sveta od leta 1945 dalje.
Za sprejemnico je nekdanja sprejemna dvorana obeh zbornic državnega sveta. Danes jo uporabljajo za seje odborov in zaslišanja o financah, državnem proračunu in revizije sodnih zadev s strani Državnega sveta, od tod njeno sedanje ime, Budgetsaal. Dvorana je bogato okrašena z marmorjem, štukaturami in bogato kasetiranim stropom v renesančnem slogu. Intarzije v stropu so grb 17 Kronländer kraljestev in ozemelj, ki so bile zastopane v državnem svetu.

### Nekdanja hiša predstavnikov zbornice
Komora nekdanjega predstavniškega doma (Abgeordnetenhaus) se danes uporablja za zvezno skupščino (Bundesversammlung), kadar se skliče za posebne priložnosti, kot so dan državnosti in otvoritvena slovesnost novoizvoljenega zveznega predsednika Avstrije. Komora je zgrajena v polkrogu s premerom 34 m in 22,5 m globine.
Prvotno  je imela 364 sedežev. Z uvedbo različnih volilnih reform se je leta 1896 število povečalo na 425 sedežev in z uvedbo splošne moške volilne pravice v 1907 na 516 sedežev.
Komora ima ogledne galerije na dveh ravneh. Prva galerija ima v sredini ložo za predsednika države. Desna stran galerije je za diplomatski zbor, na levi strani za člane kabineta in vodje dežel. Na obeh oddaljenih koncih so sedeži za novinarje. Galerija na drugi ravni, ki je nekoliko odmaknjena od tiste na prvi stopnji, je za širšo javnost.
Komora arhitekturno temelji na starogrškem teatronu (Grško gledališče). Stena za predsedstvom je zasnovana kot starinska scena z marmornim stebriščem, ki nosi zatrep.
Skupina figur v zatrepu je narejena iz laaškega marmorja in prikazujejo alegorične čase dneva. Stebri in pilastri v steni so iz marmorja iz Untersberga, na stilobatih iz temnega marmorja, okraski za vrata so iz rdečega salzburškega marmorja. Prostor stene med stebri je izdelan iz sivega scagliola, z nišami okrašenimi s kipi, izdelanimi iz kararskega marmorja. Kipi kažejo zgodovinske osebe, kot so Numa Pompilij, Cincinat, Kvint Fabij Maksim, Cato starejši, Gaj Sempronij Grakh, Mark Tulij Cicero, Tit Manlij Torkvat, Gaj Avgust Oktavijan, Seneka mlajši in Konstantin Veliki. Frize zgoraj je naslikal Avgust Eisenmenger in prikazuje zgodovino nastanka državljanskega življenju. Od leve proti desni:
1. Kampf der Kentauren und Lapithen  (Bitka med Kentavri in Lapiti)
2. Minos richtet nach eigenem Ermessen  (Minos sodniki po svoji presoji)
3. Einsetzung der Volksvertretung v Šparti  (priseženi predstavniki Šparte)
4. Brutus verurteilt plavarico Söhne  (Brutus obsoja njegove sinove)
5. Menenius Agrippa versöhnt umrl Stände  (Menenius Agrippa usklajuje posestva)
6. Sophokles im Wettkampf mit Aischylos  (Sofokles tekmuje z Ajshilom)
7. Sokrates auf dem Märkte von Athen  (Sokrat obišče trg Atenah)
8. Anordnung der Prachtbauten durch Perikles (vrstni red reprezentativnih stavb prek Periclesa. Opomba: vodja Perikles ima značilnosti barona Theophila von Hansena)
9. Herodot v Olimpiji
10. Plato lehrt die gesetze  (Platon uči zakon)
11. Demosten redet zum Volke  (Demosten nagovarja ljudi)
12. Decius Mus weiht sich dem Tode  (Decius Mus se posveča svoji smrti)
13. Caius Gracchus auf der Rednertribüne  (Caius Gracchus ima govor z govorniškega odra)
14. Solon läßt die Athener auf die Gesetze schwören  (Solon pusti Atencem prisego na zakon)
15. Der Friede  (Mir)

Komora predstavniškega doma je pomembna za zgodovino Avstro-Ogrske. Veliko politikov je začelo svojo kariero kot poslanci, kot sta Karl Renner, pozneje kancler in predsednik Avstrije, in Leopold Kunschak, pozneje konservativni voditelj. Drugi poslanci iz držav zunaj jedra Avstrije so igrali pomembno vlogo v svojih domovinah po prvi in drugi svetovni vojni.
Med njimi so:
Na Češkoslovaškem
- Tomáš Masaryk, nekdanji poslanec iz Češke, pozneje prvi predsednik Češkoslovaške
- Karel Kramář, nekdanji poslanec iz Češke, pozneje predsednik vlade Češkoslovaške
- Vlastimil Tušar, nekdanji poslanec iz Češke, pozneje predsednik vlade Češkoslovaške
- Bohumír Šmeral, nekdanji poslanec iz Češke, pozneje vodja češkoslovaških komunistov

na Poljskem
- Ignacy Daszyński, nekdanji delegat iz Galicije, pozneje maršal sejma druge Poljske republike
- Wincenty Witos, nekdanji delegat iz Galicije, pozneje predsednik vlade Poljske

v Italiji
- Alcide De Gasperi, nekdanji delegat iz Tirolske, pozneje predsednik vlade Italije

v Jugoslaviji
- Anton Korošec, nekdanji delegat iz Štajerske, pozneje predsednik vlade Jugoslavije

v Ukrajini
- Yevhen Petrushevych, nekdanji delegat iz Galicije, pozneje predsednik Zahodne ukrajinske ljudske republike
- Kost Levytskyi, nekdanji delegat iz Galicije, pozneje vodja vlade Zahodne ukrajinske ljudske republike

Avstrijski državni zbor (Reichsrat) je bil šola za zaposlovanje za srednjo in jugovzhodno demokracijo in socializem.

### Dvorana državnega sveta
Od leta 1920 se je nekdanja sejna soba gosposke zbornice uporabljala kot plenarna sejna soba državnega sveta. Gosposka zbornica (Herrenhaus) je imela svojo dvorano, v kateri se danes sestaja državni svet. Dvorana je bila zasnovana v klasičnem slogu, s sedeži v obliki podkve s pogledom na predsedujočega. Dvorana državnega sveta je bila uničena leta 1945 med letalskim bombardiranjem in je bila v celoti obnovljena v sodobnem slogu. Nova dvorana je bila končana leta 1956 in je tipičen primer arhitekture 1950-tih. Razen kovinskih grbov je skromna, brez okrasja. Preproga je zelena, takrat je veljala za nevtralno, saj ni bila barva nobene politične stranke. Zelena je tudi pomirjevalna, kar je očitno pretehtalo pri odločitvi, posebno glede na burne razprave, ki jih je stavba morala prenašati pred obema svetovnima vojnama. Za govorniškim pultom je vladna klop (Regierungsbank), ki pa je polno zasedena le ob pomembnih dogodkih, kot so izjave vlade (Regierungserklärung) ali govor o državnem proračunu (Budgetrede).

### Dvorana zveznega sveta
Je ob dvorani nekdanje gosposke zbornice in je trenutno senat zveznega sveta Avstrije (Bundesrat). Dvorano so v preteklosti uporabljali kot predprostor in neformalno sejno sobo. Po koncu Avstro-Ogrske in z novo republiško ustavo leta 1920 je nekdanja gosposka zbornica postala zbornica zveznega sveta.
Razporeditev sedežev sedanjega senata zveznega sveta je podobna kot pri drugih dveh velikih sejnih dvoranah. Člani zveznega sveta sedijo v polkrogu s pogledom na predsedstvo. Na sprednji strani predsedstva je kabinetna klop. Pohištvo je bilo popolnoma obnovljeno leta 1999. Leta 1970 je bil grb Avstrije kot tudi devetih avstrijskih zveznih dežel nameščen nad predsedstvom.

## Kultura in turizem
Zunanjost avstrijskega parlamenta, predvsem kip in Atenin vodnjak, je ena izmed najlepših delov parlamenta in je bila uvrščena na seznam svetovne kulturne dediščine. Prav tako je prve stopnje na seznamu stavb.
Od oktobra 2005 je bil zgrajen in odprt center za obiskovalce. 